# Синтетизм

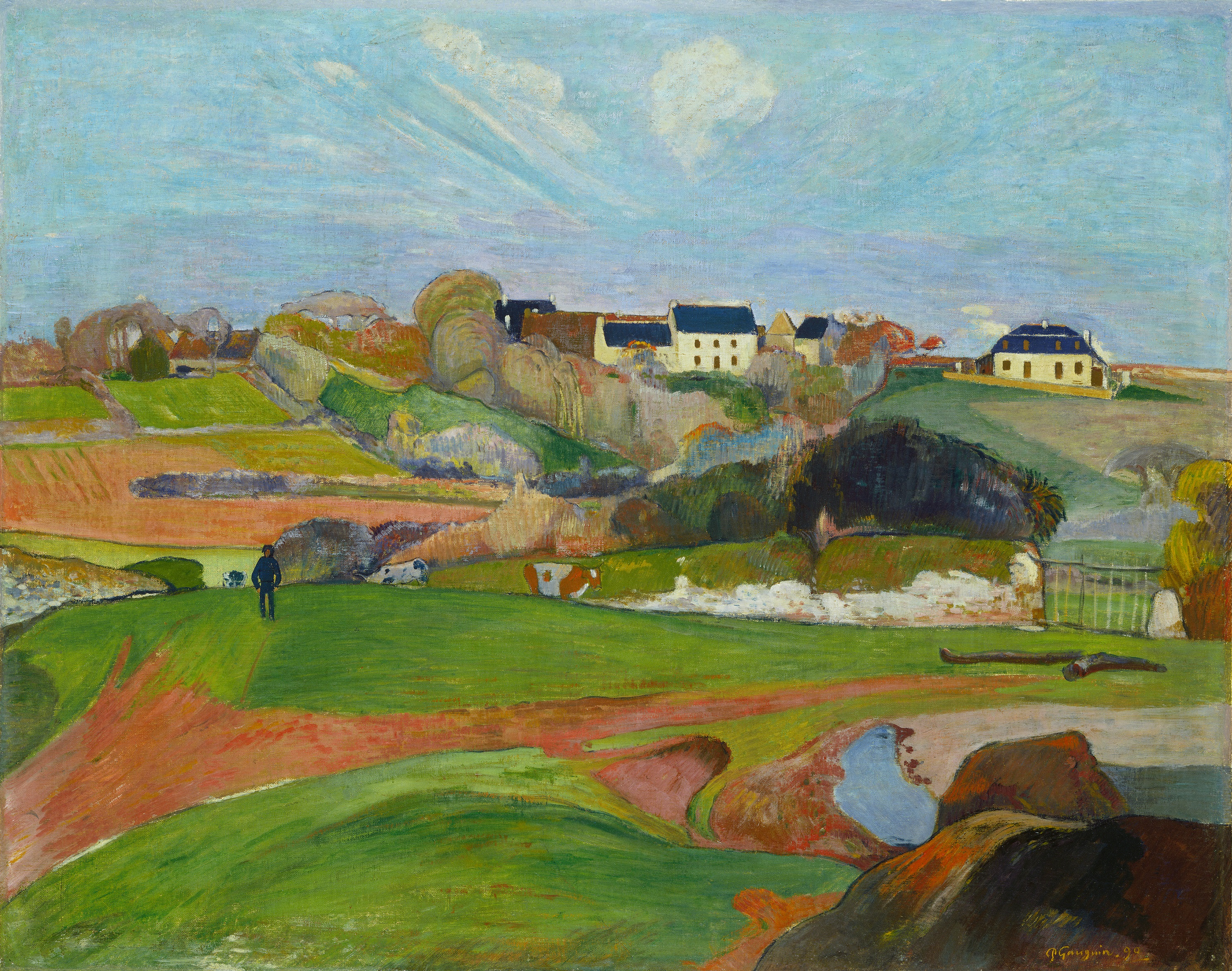
Поль Гоген. «Пейзаж у Ле Пульду» (1890)

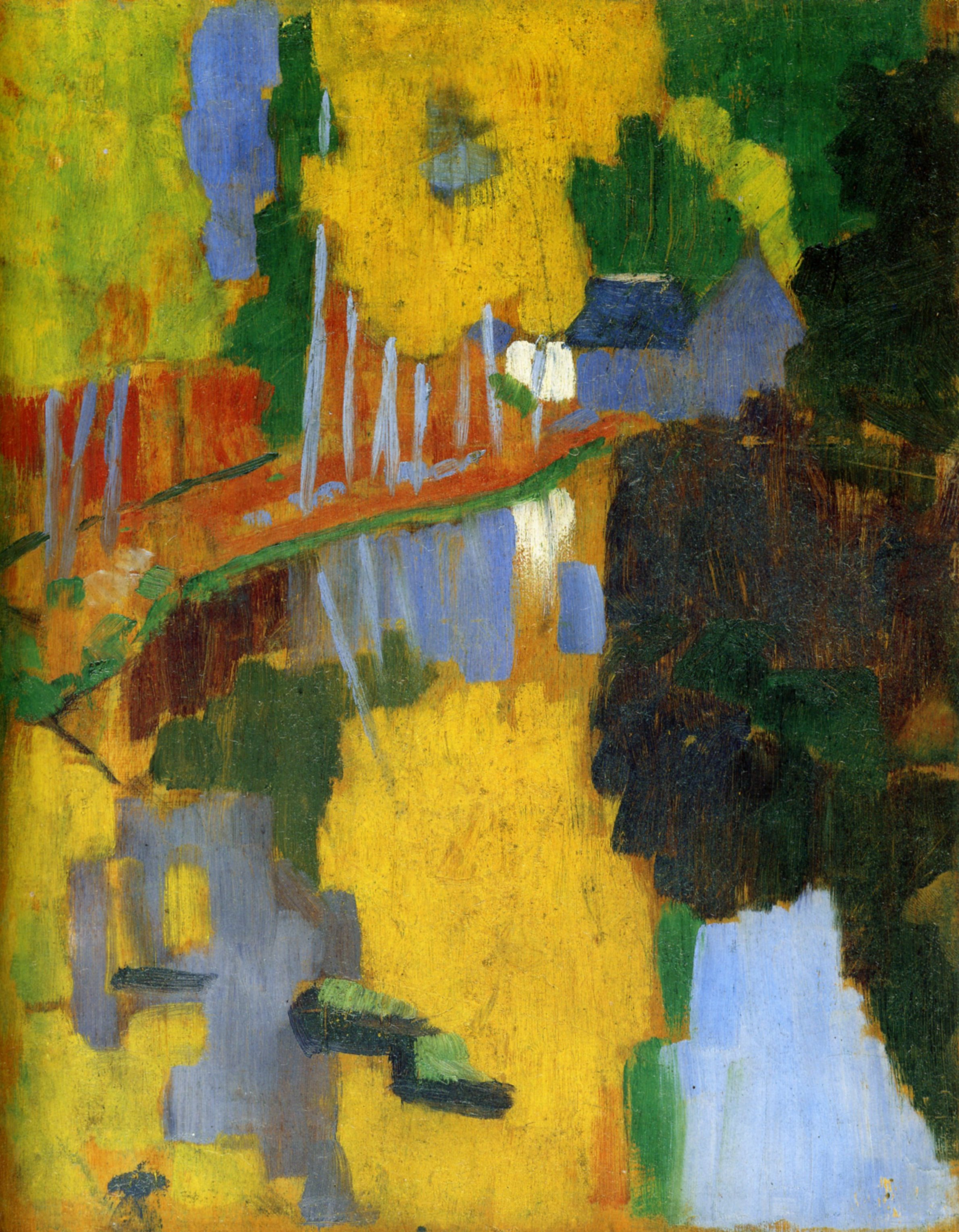
Поль Серизье. «Талисман»

Синтетизм (от фр. synthétiser — охватывать, объединять) — художественное течение внутри постимпрессионизма. Возник из объединения техник таких различных художественных стилей, как клуазонизм и символизм, и развивался в направлении, противоположном пуантилизму.

## История
Синтетизм появился и проявился около 1888 года в работах таких мастеров живописи, как Поль Гоген, Эмиль Бернар, Луи Анкетен и других художников школы Понт-Авена на основе живописного метода, получившего название клуазонизм. Считается, что, когда Эмиль Бернар показал Гогену свою картину «Бретонские женщины на лугу» (1888), она вдохновила Гогена на написание «Видения после проповеди». Бернар утверждал, что он был первым, кто применил подход, который стал известен как «синтетизм». Как новое течение в искусстве получил известность после организованной Гогеном выставки в парижском кафе «Вольпини», приуроченной к Всемирной выставке 1889 года.
Склонность этих мастеров к выражению своих эмоций, переживаний, настроений, отрицание достижений и становление природного начала во главенстве, позволили отнести их одновременно к символизму и примитивизму. К символизму — из-за внимания к внутреннему миру личности. К примитивизму — из-за упрощения форм, чистых и ярких красок, разделения черными линиями.
Художники, принадлежавшие к синтетическому течению, пытались в своих произведениях «синтезировать» три понятия:
- Внешний вид изображаемого;
- Свои собственные чувства в отношении изображаемого;
- Эстетичность линии, цвета и формы изображения.

Таким образом, речь идёт о синтезе видимого и воображаемого миров, зачастую создаваемого на полотне по воспоминаниям об некогда увиденном. Поэтому допускалось упрощение изображения, излишняя декоративность, также часто изображаемое передавалось яркими, необычно сияющими красками.